# V Ursae Minoris
V Ursae Minoris är en förmörkelsevariabel av halvregelbunden typ i stjärnbilden Lilla björnen. 
Stjärnan varierar i magnitud mellan +7,06 och +8,7, med perioden 73 dygn. 